# Kazimierz Kucharski
Kazimierz Kucharski (Luków, 13 febbraio 1909 – Varsavia, 9 aprile 1995) è stato un mezzofondista e velocista polacco.

## Biografia
Partecipò ai Giochi olimpici di Berlino 1936 dove sfiorò il podio classificandosi quarto nella gara degli 800 m piani, a due decimi di secondo dal canadese Phil Edwards, terzo classificato. Nella stessa Olimpiade gareggiò anche con la staffetta 4×400 metri, ma non riuscì ad accedere alla finale.

## Palmarès
| Anno | Manifestazione  | Sede    | Evento      | Risultato | Prestazione | Note  |
| ---- | --------------- | ------- | ----------- | --------- | ----------- | ----- |
| 1936 | Giochi olimpici | Berlino | 800 m piani | 4º        | 1'53"8      | [ 1 ] |
| 1936 | Giochi olimpici | Berlino | 4×400 m     | Batteria  | 3'17"6      | [ 2 ] |